# كاخ سيرويس
كاخ سيرويس (مواليد 27 أبريل 1998) هو لاعب كرة قدم هولندي يلعب كمهاجم في نادي ستاد ريمس.

## روابط خارجية
- كاخ سيرويس على موقع الاتحاد الأوربي (الإنجليزية)
- كاخ سيرويس على موقع قاعدة بيانات كرة القدم.إي يو (الإنجليزية)
- كاخ سيرويس على موقع Soccerbase.com (لاعب) (الإنجليزية)
- كاخ سيرويس على موقع Soccerway.com (الإنجليزية)
- كاخ سيرويس على موقع عالم كرة القدم.نت (الإنجليزية)